# Elefants de Kakiemon
Els Elefants de Kakiemon són un parell de figures d'elefants de porcellana japonesa del segle xvii que es troben en exposició al Museu Britànic. Els va fer una de les terrisseries Kakiemon, que creà la primera porcellana esmaltada al Japó, i els va exportar la primera Companyia Neerlandesa de les Índies Orientals. Sembla que aquestes estatuetes es van elaborar entre 1660 i 1690 i tenen l'estil Kakiemon. Es van fer a prop d'Arita (Saga), a l'illa japonesa de Kyūshū, en un moment en què els elefants encara no existien al Japó.

## Descripció
Les estatuetes es basen en elefants asiàtics, però en difereixen en alguns detalls. Com el Rinoceront de Dürer, aquest és un art basat en la informació de què llavors disposaven. Els artistes que feren aquestes figuretes mai havien vist un elefant real i treballaren a partir de dibuixos, possiblement de fonts budistes. Estan fets de porcellana esmaltada, la qual cosa era una nova tecnologia al Japó en aquell moment. Cada elefant fa 35,5 cm d'alt, 44 cm de llarg i 14,5 cm d'ample. El nou vidriat quasi blanc que es coneix com «nigoshide» es va crear en aquesta ceràmica japonesa en el segle xvii. El nigoshide és conegut per la seua blancor i duu el nom del residu que queda després de rentar l'arròs. El fons blanc està decorat amb els característics esmalts de color roig, verd, groc i blau.

## Origen

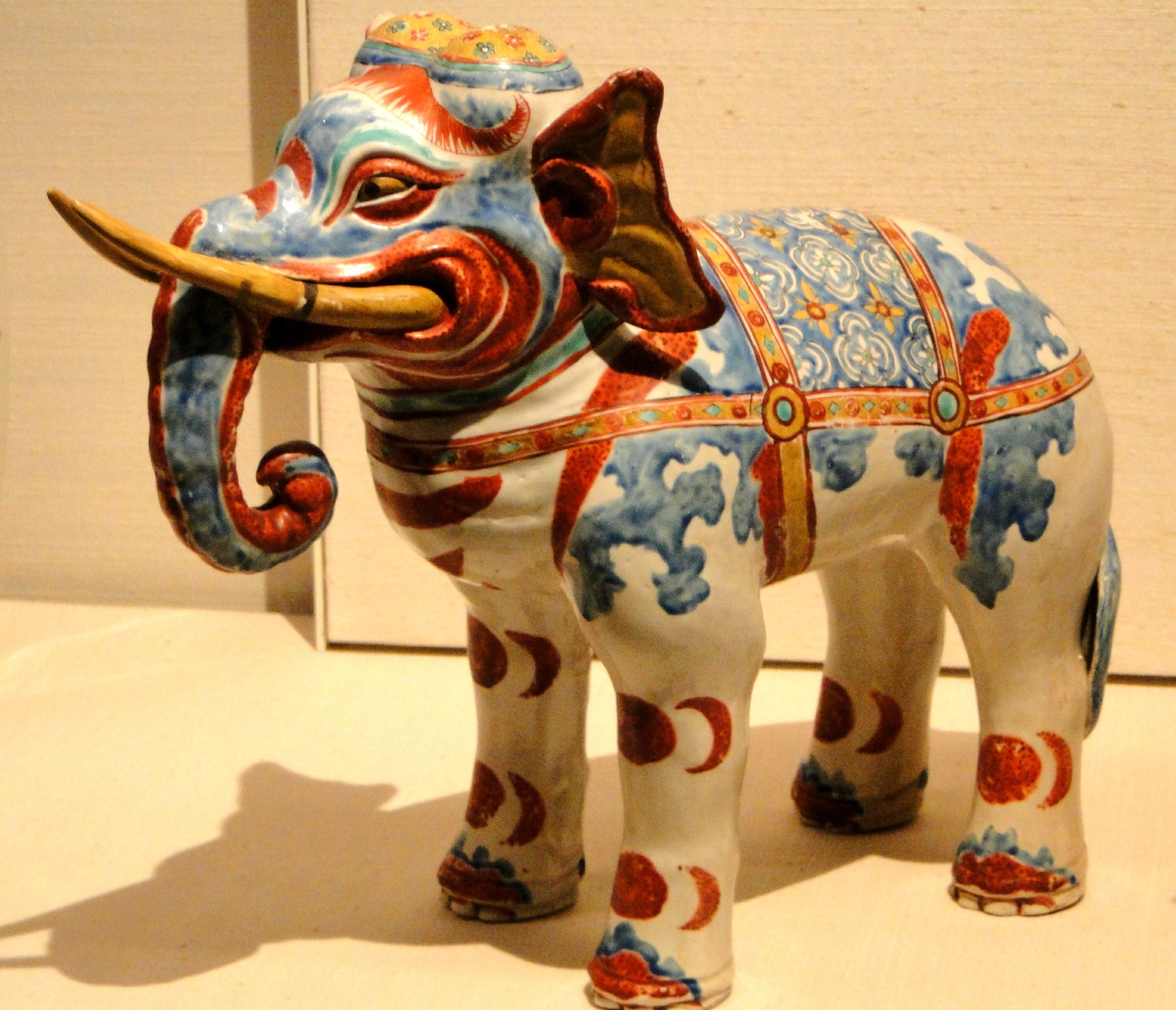
Una imatge detallada d'un dels elefants

Aquestes ceràmiques provenien de la terrisseria de Sakaida Kakiemon, que visqué entre 1596 i 1666. Treballà amb Higashijima Tokuemon per a fer aquest tipus de ceràmica, ara tradicional, que fou copiada per altres fàbriques locals. Els descendents de Kakiemon continuaren amb aquest estil de porcellana, però va caure en desús i el feu reviscolar un descendent de la dotzena generació, Sakaida Shibonosuke. La ceràmica Kakiemon era un tipus important de porcellana d'exportació japonesa, enviada a Europa per la Companyia Holandesa de les Índies Orientals entre els ports d'Imari i Amsterdam. Aquest comerç va créixer enormement a la fi del segle xvii. Anglaterra havia intentat establir un lloc comercial al Japó el 1613 per un acord entre el rei Jaume I i el shōgun Tokugawa Hidetada, però la iniciativa s'abandonà al 1623.
Els elefants es troben ara al Museu Britànic, com a part de la col·lecció donada per Harry Garner (un científic britànic que destacà com a expert col·leccionista de ceràmica oriental).

## Importància
L'aparició de la porcellana esmaltada a prop d'Arita, a Kyushu, va iniciar la decoració a l'estil Kakiemon en esmalts de colors vidriats. L'èxit dels japonesos es degué a la interrupció de la indústria de la porcellana xinesa de Jingdezhen durant la Guerra Civil en la transició entre la dinastia Ming i la Qing. En aquest període, la porcellana d'exportació xinesa desaparegué i els terrissaires japonesos van intervenir per a omplir el buit, inclosa la nova tècnica i estil de Kakiemon. Es creu que aquests elefants es feren entre el 1660 i el 1690. S'haurien fet amb motles, perquè s'han trobat restes de motles trencats amb forma d'elefant en excavacions d'Arita. La porcellana de Meissen, que es desenvolupà en el segle xviii, estava fortament influenciada per les importacions japoneses de Kakiemon.(5)
El setinat blanc com la llet anomenat nigoshide, creat per Kakiemon, estava fora d'ús al final del període Edo. La tècnica fou redescoberta al 1953 per Sakaida Kakiemon XII (1878-1963) i Sakaida Kakiemon XIII (1906-1982) i fou declarada «Bé Cultural Intangible Important» japonés el 1971. La porcellana Kakiemon continuà fabricant-se amb la direcció de Sakaida Kakiemon XIV fins a la seua mort al juny del 2013.(4)
N'hi ha pocs objectes com aquest parell d'elefants, tot i que existeix un elefant semblant (c. 1680) al Museu Groninger als Països Baixos i un altre al Museu Fitzwilliam de Cambridge.(3)

## Una història del món en cent objectes
Aquesta escultura aparegué en Una història del món en cent objectes, una sèrie de programes de ràdio que començà el 2010 com una col·laboració entre la BBC i el Museu Britànic.